# Léon Jouhaux
Léon Jouhaux (1. července 1879 Paříž – 28. dubna 1954 tamtéž) byl francouzský odborář, který roku 1951 získal Nobelovu cenu za mír.
Léta 1906 byl zvolen zastupitelem Confédération Générale du Travail (CGT). Podílel se na vzniku Mezinárodní organizace práce (ILO). Před druhou světovou válkou organizoval mnoho hromadných protestů proti válce, ale když začala, podporoval Francii, protože věřil, že vítězství nacistického Německa by vedlo k potlačení demokracie v Evropě; během války byl držen v koncentračním táboře Buchenwald.
Po své smrti roku 1954 byl pohřben na hřbitově Père Lachaise.